# پتاسیم بی‌فلوئورید
پتاسیم بی‌فلوئورید (به انگلیسی: Potassium bifluoride) با فرمول شیمیایی HF۲K یک ترکیب شیمیایی با شناسه پاب‌کم ۱۱۸۲۹۳۵۰ است. که جرم مولی آن 78.103 g/mol می‌باشد. شکل ظاهری این ترکیب، جامد بی‌رنگ است.